# Pau Monterde i Farnés
Pau Monterde i Farnés (Terrassa, 13 de desembre de 1949) és un director, arquitecte, escenògraf i estudiós escènic català. Fou director de l'Institut del Teatre de la Diputació de Barcelona entre el 1992 i el 2002. És una figura molt vinculada a l'Associació d’Amics de l’Òpera de Sabadell, amb qui ha col·laborat regularment dirigint espectacles d'òpera, especialment durant la dècada del 1990.

## Biografia
Cursà estudis a l'Escola d’Arquitectura de Barcelona on es va titular l'any 1973. Fins a l'any 1992, va combinar la professió d'arquitecte amb la direcció escènica i la seva tasca com a docent a l'Institut del Teatre, on va començar a impartir classes d'interpretació l'any 1974. Posteriorment, l'any 2006, es doctorà en Arts Escèniques a la Universitat Autònoma de Barcelona amb una tesi sobre Giuseppe Verdi i la dramatúrgia musical.
Ha estat membre fundador de la companyia de teatre terrassenca El Globus, i d'un dels seus predecessors, el grup de teatre independent Skunk. Com la majoria dels membres del Globus, Monterde es va integrar a la delegació del Vallès Occidental de l'Institut del Teatre, just després de ser constituïda l'any 1974. Més endavant, va impulsar la creació del Centre Dramàtic del Vallès (CDV) sobre les bases de la companyia. De fet, va ser director del CDV des del 1986 fins al 1992, quan fou nomenat director de l'Institut del Teatre.
Al llarg de la seva trajectòria artística ha realitzat més d'una trentena de muntatges teatrals com a director d’escena i, a partir de la dècada dels noranta, es va especialitzar en la direcció d’òpera amb muntatges a la Wiener Taschenoper i a l'Associació d’Amics de l’Òpera de Sabadell, amb qui col·laborà regularment dins del cicle Òpera a Catalunya amb títols com Il barbiere di Siviglia, Don Pasquale, La Cenerentola, Le nozze di Figaro o Così fan tutte, entre d'altres. Ha format part del professorat de l’Escola d’Òpera de Sabadell des de la seva fundació i ha estat membre del Consell d’Administració del Teatre Nacional de Catalunya (2004-2011). També va dirigir la Fundació per a la creació de l'Escola Superior de Música de Catalunya (2008-2011).
Sota el seu mandat, l'Institut del Teatre es va traslladar des de l'edifici que ocupava al carrer Sant Pere més Baix de Barcelona, on actualment hi ha el centre cultural La Bonne, fins a l'actual seu de Montjuïc, davant del Teatre Lliure i al costat del Mercat de les Flors. Durant el seu mandat també es van incorporar els estudis de dramatúrgia al centre i el Doctorat en Arts Escèniques; es va crear la Jove Companyia de Dansa (coneguda actualment com a IT Dansa) i el Centre de Documentació i Museu de les Arts Escèniques va prendre la seva denominació i estructura actuals. El canvi de seu i l'ampliació dels estudis del centre va suposar una renovació dels estatuts de l'Institut del Teatre que, entre d'altres, va encetar una amarga polèmica per la forma d’escollir el director del centre que va finalitzar amb el cessament de Monterde.